# Macrocentrus utilis
Macrocentrus utilis är en stekelart som beskrevs av Muesebeck 1932. Macrocentrus utilis ingår i släktet Macrocentrus och familjen bracksteklar. Inga underarter finns listade i Catalogue of Life.